# بحيرة رابيد (كيبك)
بحيرة رابيد (بالإنجليزية: Rapid Lake, Quebec) هي محمية هندية تابعة للأمم الأولى تقع على الشاطئ الغربي لخزان كابونجا في منطقة أوتاوايس بكيبيك، كندا. تنتمي إلى شعب ألغونكوين في بحيرة باريير التابع لأمة ألغونكوين. ويقدر عدد سكانها بـ 663 نسمة.